# 马赛克效应
马赛克效应指在信息和数据处理过程中，来自不同来源的非敏感数据被组合后，意外地揭示出敏感或机密信息的现象。这种效应的名称来源于马赛克艺术中，由许多小的、独立的图块拼接成一幅完整图像的概念。应用于公共使用数据时，马赛克效应的概念表明，即使是单独看来无害的匿名数据，如果发布了足够多的包含相似或补充信息的数据集，也可能容易被重新识别。
举个例子，有下面一个数据集：
| 20240516 | 中国北京 - 中南海 | 20240516 | 中国北京 - 大兴国际机场 | 20240517 | 中国哈尔滨 - 中俄博览会开幕式 | 20240517 | 中国哈尔滨 - 哈尔滨工业大学 | 20240518 | 俄罗斯莫斯科 |

只要结合俄罗斯总统普京的个人行程和代表团成员名单，即使我们隐去了这位用户的真实姓名，仍然不难将 XXXX 用户关联到普京及其代表团的成员身上。如果辅以其他信息，我们还能更加精确的锁定此人的身份。这种情形被称为马赛克效应，这种技术被称为“推理攻击”